# Ерик Едман
Ерик Кенет Едман (на шведски: Erik Kenneth Edman) е шведски професионален футболист, играещ във футболен клуб Хелсингборис ИФ (Швеция), национал на Швеция. Той роден на 11 ноември 1978 г. в Хускварна, Швеция. Най-често играе на позиция ляв защитник.
Едман започва кариерата си в местния шведски футболен клуб „Йоншьопинг Сьодра ИФ“, като през 1994 г. се прехвърля в Хелсингборис ИФ. Кариерата му е белязана от много трансфери, като само в рамките на две години той сменя три клуба – Торино (1999), Карлсруе (2000) и АИК Стокхолм (2000 – 2001 г). През 2001 година сключва контракт с нидерландския клуб СК Хееренвеен, където прекарва следващите три години.
Евро 2004 е повратен момент за кариерата на Едман. Той играе във всички мачове за Швеция от груповата фаза, в които прави впечатление с почти безпогрешната му и солидна игра. Асистира за един от най-красивите голове в първенството – гола с глава на Хенрик Ларсон в мача срещу България на стадион „Жозе Алваладе“. Веднага след края на турнира Ерик подписва тригодишен договор с английския Тотнъм Хотспър и заиграва в най-престижното европейско клубно първенство.
Едман е твърд титуляр за Швеция и в квалификационните мачове на тима за Световното първенство по футбол в Германия, като отбелязва първия си гол за националния отбор в квалификационното гостуване на България на 26 март, 2005 г.
По-малко от месец след това, на 16 април, той вкарва и първия си гол за Тотнъм в мач от Премиършип срещу отбора на Ливърпул. Това попадение е класирано в топ 10 за най-красив гол за сезон 2004/2005, тъй като Ерик вкарва топката в мрежата с далечен шут от 35 метра.
Изненадващо за мнозина, в началото на сезон 2005/2006 Едман напуска Англия, за да се присъедини към френския клуб Рен, намиращ се на едно от последните места на Лига 1 в този момент. Причина затова е привличането на нов ляв защитник в Тотнъм, Йонг Пьо Лий, който измества Ерик от титулярното му място. В Рен съотборници на Едман са Андреас Исаксон и Ким Шелстрьом, също национали на Швеция. Тримата шведи изиграват важна роля за подема на Рен, които в края на сезона завършват седми, като за кратко дори достигат дори третото място, благодарение на осем поредни победи.
Едман не взима участие в последните мачове за сезона на Рен поради контузия в левия глезен, но успява да се възстанови навреме за световното първенство и е включен от Ларс Лагербек в разширения състав на Швеция.
На Световно първенство по футбол Германия 2006, Ерик играе пълни 90 минути в трите мача от груповата фаза на Швеция, а именно срещу Тринидад и Тобаго, Парагвай и Англия. След тъч, изпълнен от Ерик в стил „Ъглов удар“, Хенрик Ларсон бележи втория гол за Швеция в мача срещу Англия на 20 юни в Кьолн. Така Едман записва името си сред съавторите на попадения на това Световно първенство. Той е титуляр и на осминафиналния мач срещу Германия, загубен катастрофално с 0:2.
Половин година преди изтичането на контракта на Едман с Рен (валиден до юни 2008 г.), той обявява желанието си да напусне клуба. По време на зимния трансферен прозорец 2008 интерес към него проявяват английски клубове като Рединг, Бирмингам Сити и Уигън Атлетик. Последните успяват да преборят конкуренцията и на 18 януари 2008 г., Ерик официално преминава на JJB Стейдиъм с договор за две години и половина. 
Периодът в Уигън е белязан от множество тежки контузии. След възстановяването си от скъсани кръстни връзки, Едман не успява да се наложи като титуляр в английския клуб и напуска през началото на 2010 г. по взаимно съгласие. Сключва 5-годишен договор с Хелзингборис ИФ и се завръща в родната Швеция.
Едман играе с екип №14 за отбора на Хелзингборис ИФ.